# Bais (Mayenne)
Bais ist eine französische Gemeinde mit 1.220 Einwohnern (Stand: 1. Januar 2022) im Département Mayenne in der Region Pays de la Loire. Die Gemeinde gehört zum Arrondissement Mayenne und zum Kanton Évron. Die Einwohner werden Baidicéens genannt. Sie ist eine mit dem Regionalen Naturpark Normandie-Maine assoziierte Zugangsgemeinde.

## Geographie
Bais liegt etwa 36 Kilometer nordöstlich von Laval am Aron. Umgeben wird Bais von den Nachbargemeinden Champgenéteux im Norden, Trans im Nordosten, Izé im Osten und Südosten, Sainte-Gemmes-le-Robert im Süden sowie Hambers im Westen.

## Bevölkerungsentwicklung
| Jahr                       | 1962 | 1968 | 1975 | 1982 | 1990 | 1999 | 2006 | 2019 |
| Einwohner                  | 1160 | 1105 | 1251 | 1457 | 1571 | 1487 | 1338 | 1224 |
| Quellen: Cassini und INSEE |      |      |      |      |      |      |      |      |

## Sehenswürdigkeiten
- Kirche Notre-Dame-de-l'Assomption aus dem 12. Jahrhundert, Umbauten bis in das 17. Jahrhundert, seit 1989 Monument historique
- Schloss bzw. Burg Montesson aus dem 15. Jahrhundert

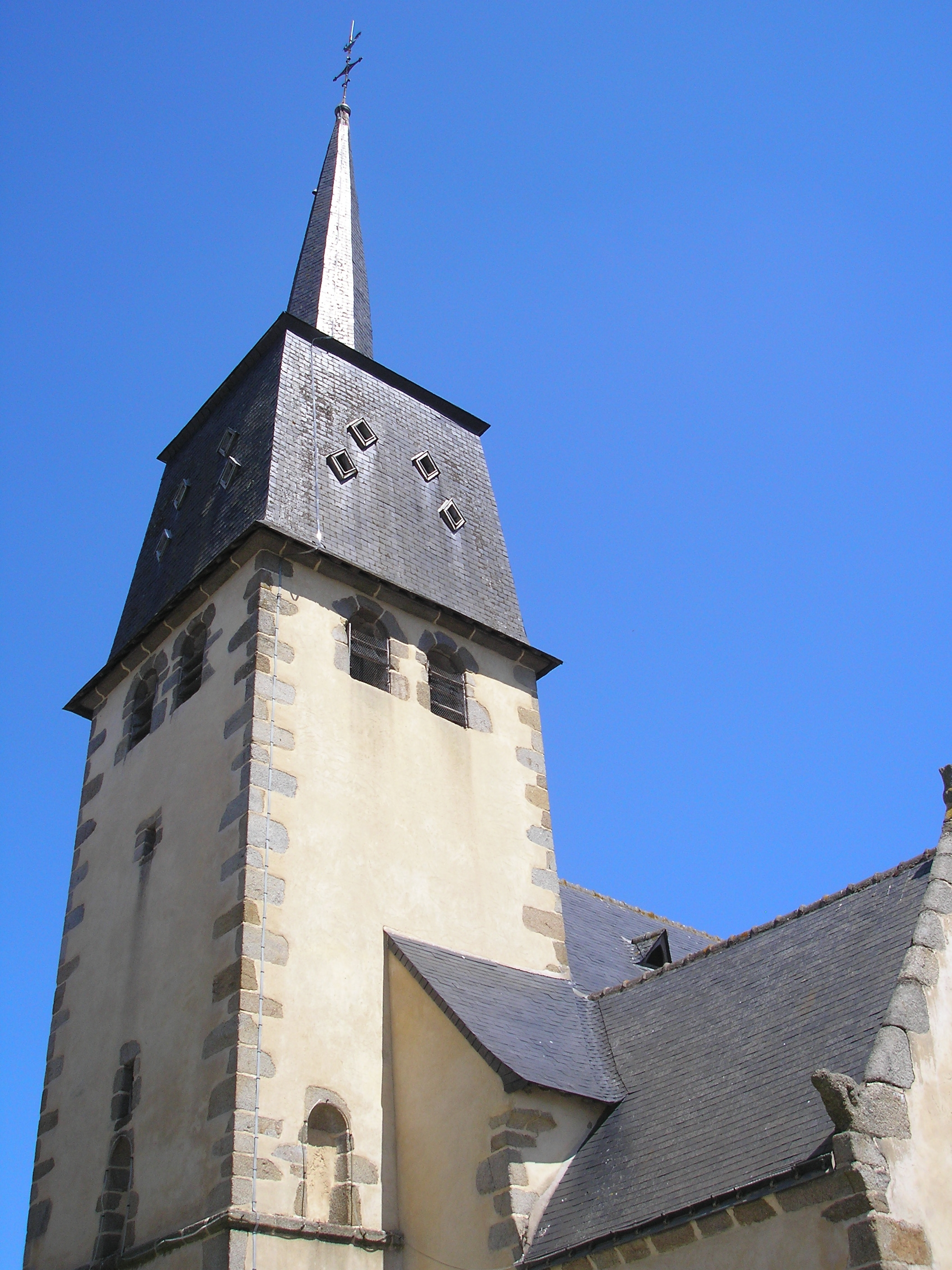
Kirche Notre-Dame-de-l'Assomption
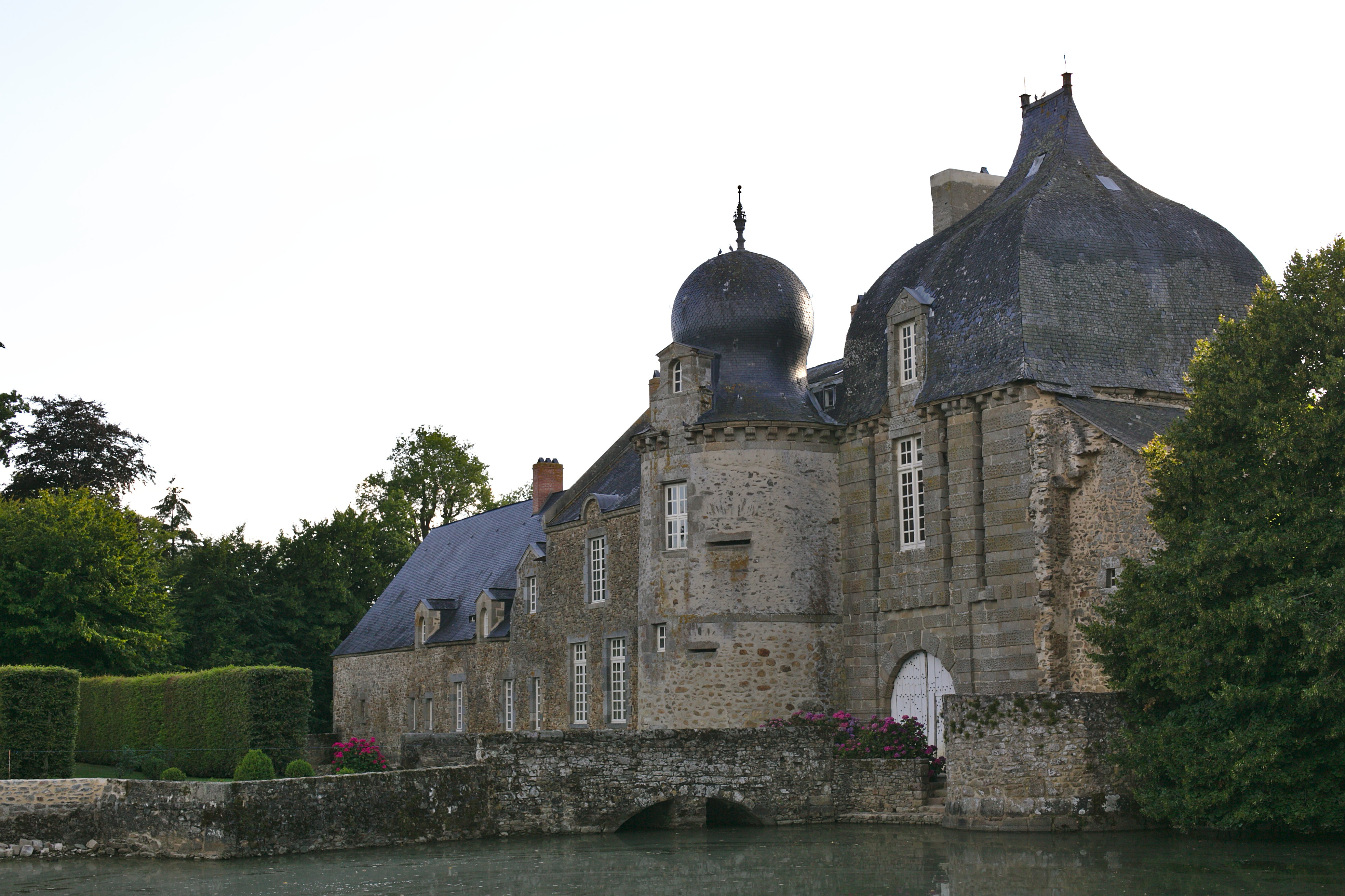
Schloss Montesson

## Gemeindepartnerschaft
Mit der deutschen Gemeinde Oy-Mittelberg in Schwaben (Bayern) besteht eine Partnerschaft.